# Misha B

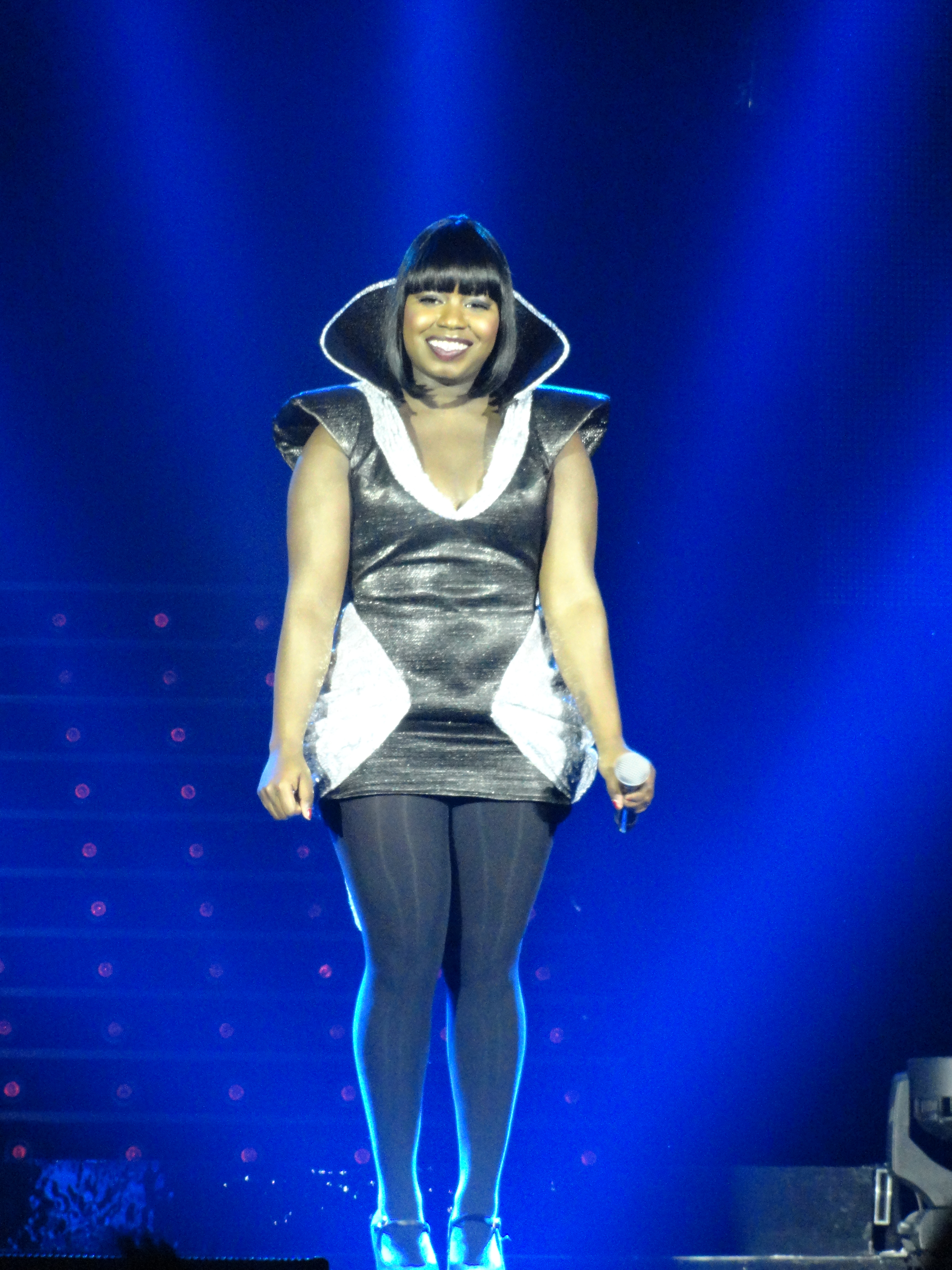
Misha B, X Factor Tour

Misha B (* 10. Februar 1992; eigentlich Misha Bryan) ist eine britische Sängerin und Rapperin. Sie erreichte im Herbst 2011 das Halbfinale der Castingshow The X Factor und erhielt daraufhin einen Plattenvertrag bei Relentless Records.

## Leben und Wirken
Nach einem kostenlosen Mixtape erschien im Juli 2012 ihre Debütsingle Home Run, mit der sie Platz 11 der britischen Charts erreichte. Im November 2012 erschien die Folgesingle Do You Think of Me. Ein Debütalbum ist für 2013 angekündigt.
Im Oktober und November unterstützte sie Nicki Minaj auf ihrer Tour durch Großbritannien.

## Diskografie
Mixtapes
- 2012: Why Hello World

Singles
- 2012: Home Run
- 2012: Do You Think of Me
- 2013: Here’s to Everything (Ooh La La)